# Guillermo Enrique Hudson
Guillermo Enrique Hudson (Florencio Varela, 4 de agosto de 1841 - Londres, 18 de agosto de 1922) ―también conocido como William Henry Hudson― fue un naturalista y escritor nacido en la Argentina, que luego emigró a Inglaterra.

## Biografía
Sus padres fueron Daniel Hudson y Carolina Augusta Kimball, quienes se habían casado en Boston (Estados Unidos) en 1825 y llegaron al Río de la Plata en el vapor Potomac. Se afincaron en una zona rural donde actualmente se ubica la localidad de Bosques, que en ese entonces se encontraba en el partido de Quilmes y actualmente se encuentra en el partido de Florencio Varela. Compraron una pequeña estancia de 400 varas (0,33 km) de frente por una legua y media (8,36 km) de longitud, llamada Los Veinticinco Ombúes; adquirida a Tristán Nuño Valdez, cuñado a su vez del gobernador Juan Manuel de Rosas. Allí comenzaron una ardua vida de hacendados con la cría de vacas y ovejas.
El matrimonio tuvo seis hijos, cuatro varones y dos niñas. Los niños fueron llevados a bautizar en la Primera Iglesia Metodista, situada en la calle Corrientes de la ciudad de Buenos Aires; allí existe un registro de bautismos que contiene las partidas de esos primeros hijos.
Guillermo Enrique Hudson fue el cuarto hijo y se hizo famoso describiendo los alrededores de su rancho natal, en su autobiografía Allá lejos y hace tiempo (escrita en Inglaterra en 1918).

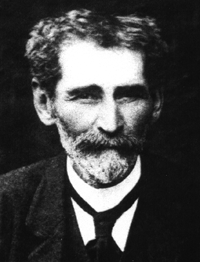
Guillermo E. Hudson.

En 1874 ―cuando tenía 32 años―, afectado por una grave dolencia cardíaca, Hudson se mudó a Londres (Inglaterra). A los dos años se casó con la británica Emily Wingrave, quien era la casera de la pensión donde vivía. En 1889 cofundó la primera sociedad protectora de las aves: Royal Society for the Protection of Birds (RSPB). 
En 1916, ya constituida la asociación Aves Argentinas, en ese entonces Sociedad Ornitológica del Plata, fue nombrado como el primer socio honorario. Sus libros de aves fueron fundacionales en la ornitología argentina. 
Obtuvo la ciudadanía británica el 4 de julio de 1900. 
Falleció en 40 St Luke's Road, Londres, el 18 de agosto de 1922. Su tumba se encuentra en el cementerio Broadwater and Worthing Cemetery, junto a la de su esposa, quien había muerto el año anterior.

## Legado
Considerado por muchos como uno de los mejores escritores ingleses de su tiempo. Probablemente la primera obra publicada por Hudson fue el cuento, luego incluido en “El ombú” “La confesión de Pelino Viera” que apareció en la Cornhill Magazine ("Revista de Cornhill”) en enero de 1884. En el transcurso de su larga obra creativa, Hudson practicó diferentes géneros literarios: la novela (Mansiones verdes) el cuento (Un viejo espino, Marta Riquelme; El Ombú); la novela histórica (La tierra purpúrea), la utopía (la edad de Cristal), la autobiografía (Allá lejos y hace tiempo); el ensayo científico (El naturalista en el Plata, Aves del Plata) poesía (El gorrión de Londres) y cientos de cartas donde muestra su gran interés por la naturaleza y la literatura.  Están también aquellas obras en que fusionó varios géneros. Es el caso de Días de Ocio en la Patagonia, donde encontramos el libro de viaje, el ensayo científico y reminiscencias personales, o el rescate folklórico (Inglaterra de a pie o Un vendedor de bagatelas). Este es otro de los logros de este autor argentino, rescatar para la literatura cuentos transmitidos por tradición oral, por la gente común de Inglaterra y Argentina, se trata de un rescate intuitivo de lo que los especialistas con los años darían en llamar “patrimonio intangible.” 

Su literatura ha sido comentada –y admirada- por personalidades como Jorge Luis Borges: “Quizás, ninguna de las obras de la Literatura Gauchesca, aventaje a “La Tierra Purpúrea”; Theodore Roosevelt: “Herman Melville inmortalizó a los cazadores de Ballenas  y Hudson a los gauchos de las Pampas”; Ezequiel Martínez Estrada: “Nuestras cosas no han tenido poeta, ni pintor, ni interprete semejante a Hudson, ni lo tendrán nunca...”; Joseph Conrad “Hudson es un producto de la naturaleza  y de ella tenía la fascinación  y el misterio, escribía como crece la hierba.”; y muchos más, como Unamuno, que puso punto final a la Tierra Purpúrea. Quizás muchos argentinos deban redescubrir a Hudson para comprender que es uno de los retratistas más importantes de nuestro paisaje natural en todo el mundo.  

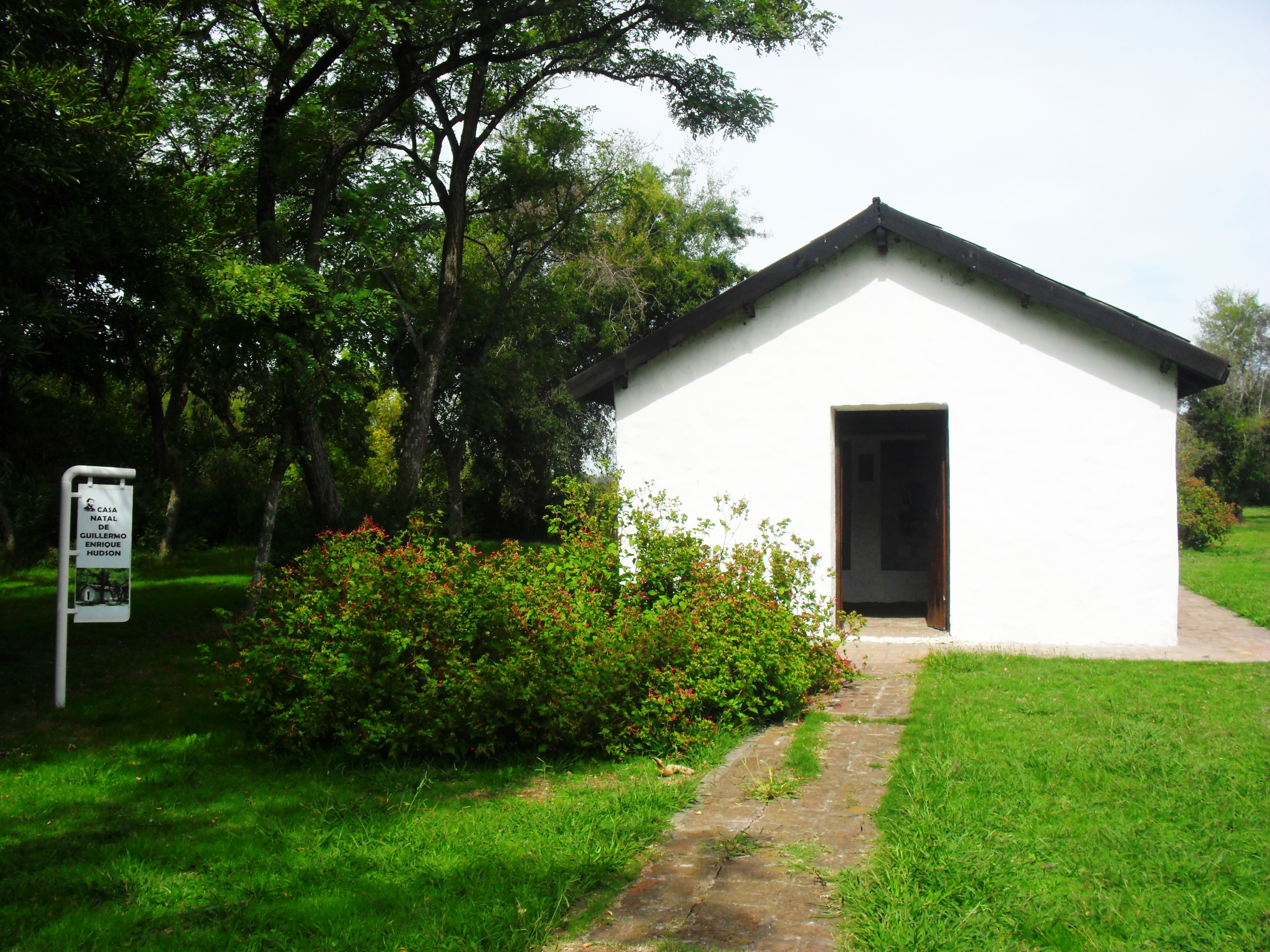
Casa natal de Guillermo Hudson, actualmente reconvertida en museo.

Al fallecer Guillermo Enrique Hudson, el Dr. Fernando Pozzo (médico y eminente ciudadano e intendente de Quilmes), se abocó a difundir su memoria. Primero dictó una conferencia en la Facultad de Medicina. Más tarde ubicó con su esposa el rancho natal y en 1941 creó una Asociación de Amigos de Hudson, quienes plantaron un histórico ombú y descubrieron un monolito en la esquina de la antigua estanzuela Los 25 Ombúes, festejando con éxito la donación del solar natal del escritor y primer naturalista argentino, en las antiguas tierras de los Davidson, ubicado en la zona rural de Bosques, partido de Florencio Varela.En el año 2000, la Ley 12.584 de la provincia de Buenos Aires declaró ese terreno Reserva Natural. Allí funciona el Museo Histórico y Reserva Natural Provincial Guillermo Enrique Hudson. Su primera directora ad honorem fue la profesora Violeta Shinya, sobrina nieta del escritor, quien en su larga trayectoria educativa y directiva difundió la obra de Hudson y promovió el lugar. Obtuvo importantes logros y donaciones para ampliar las cuatro hectáreas iniciales, evocando a la antigua estanzuela y preservando así la belleza del lugar. Orientó la gestión del Museo hacia un Eco-museo, habiéndose capacitado en Estados Unidos a tal efecto. Fundó además dos bibliotecas y restauró el antiguo rancho natal. Luego, durante unos 40 años, el museo estuvo a cargo del gestor cultural Rubén Ravera quien realizó una importante difusión, haciendo del museo un Museo-comunitario, con relación profunda con la comunidad. Se realizan actividades como la Celebración de la Pachamama, la Fiesta de la Frutilla y otras que permiten revitalizar el mensaje ambiental de Hudson en la actualidad. 

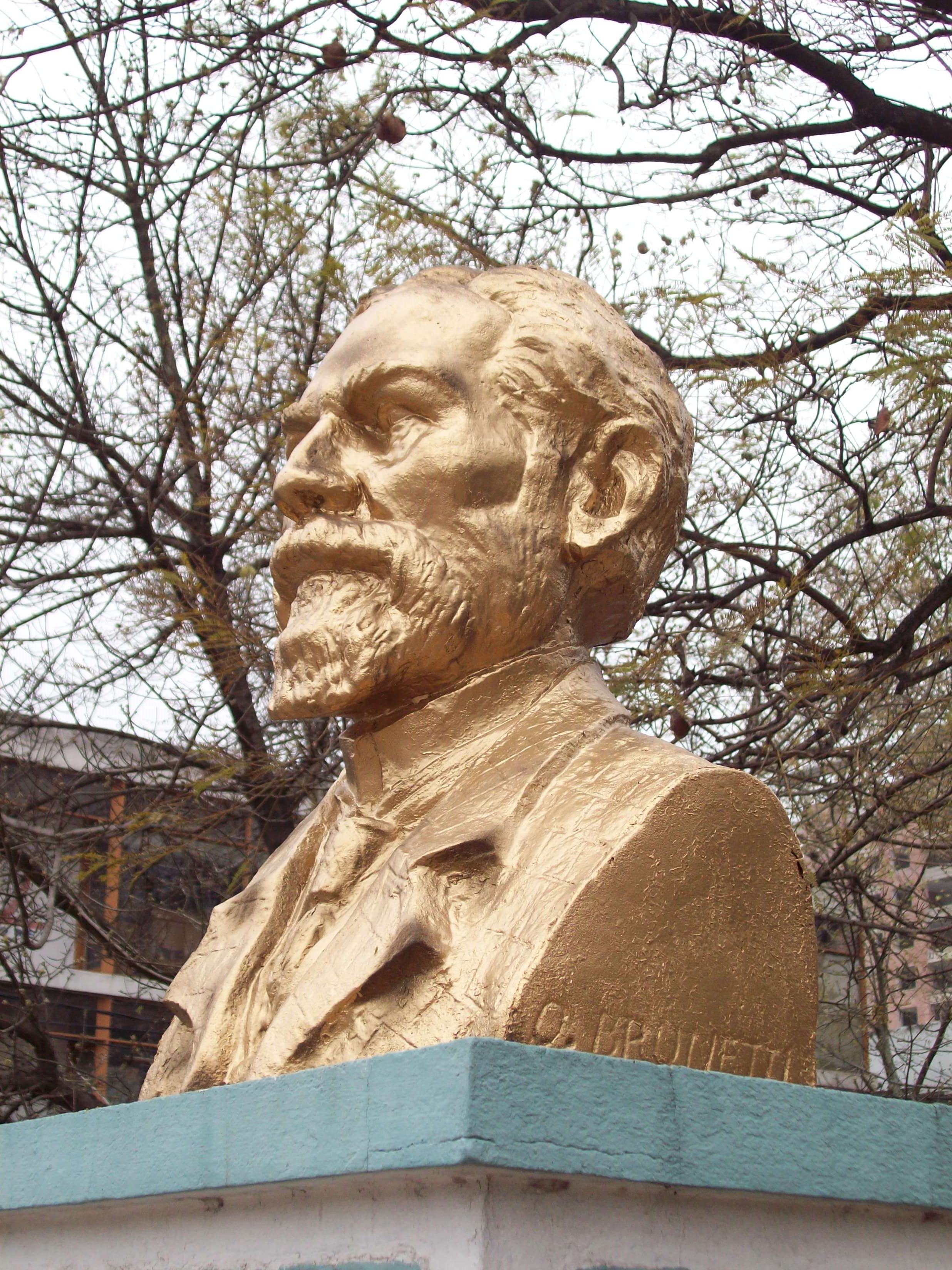
Monumento a Guillermo Enrique Hudson en Florencio Varela.

Actualmente es una reserva natural que abarca 54 hectáreas. Por el predio pasan los arroyos Las Conchitas y Santo Domingo, y tiene una amplia variedad de ecosistemas con animales y plantas autóctonas, manteniendo un paisaje similar al que viera Hudson en su tierna infancia.
En su honor se nombró con su apellido la localidad homónima del partido de Berazategui, a unos 8 km al noreste de la casa natal de Hudson.

## Obras
- 1875: Se requiere una canción de cuna.
- 1883: El gorrión de Londres.
- 1883: La confesión de Pelino Viera.
- 1885: La Tierra Purpúrea The Purple Land that England Lost. Travels and Adventures in the Banda Oriental, South America.
- 1887: A Crystal Age[4] Dutton, Nueva York.
- 1888: Argentine Ornithology.
- 1892: Un naturalista en el Río de la Plata.
- 1893: Días de ocio en la Patagonia (Idle Days in Patagonia).
- 1893: Birds in a Village.
- 1894: Lost British Birds[5] (Society for the Protection of Birds, Londres).
- 1895: Aves británicas.
- 1898: Birds in London[6] (Longmans, Green & Co., Londres, Nueva York, Bombay).
- 1900: Nature in Downland'[7] (Longmans, Green, and co., Londres & Nueva York).
- 1901: Los pájaros y el hombre (1901).
- 1903: El ombú (1903).
- 1904: Mansiones verdes (1904).
- 1905: A Little Boy Lost[8] (Duckworth, Londres).
- 1908: Land's End. A Naturalist's Impressions in West Cornwall,[9] ilustrado por A.L. Collins (Hutchinson & Co., Londres).
- 1909: Afoot in England[10] (Hutchinson, Londres).
- 1909: South American sketches[11] (Duckworth, Londres).
- 1910: Shepherd's Life. Impressions of the South Wiltshire Downs[12] (Methuen, Londres).
- 1913: Adventures Among Birds[13] (Mitchell Kennerley, Nueva York).
- 1913: Aventuras entre pájaros.
- 1916: Tales of the Pampas.
- 1918: Birds and man[14] (Knopf, Nueva York).
- 1918: Allá lejos y hace tiempo.
- 1919: The Book of a Naturalist[15] (Hodder and Stoughton, Londres).
- 1919: Birds in Town and Village[16] (E.P. Dutton & company, Nueva York).
- 1920: Aves del Plata[17] (dos vols., J.M. Dent, Londres).
- 1920: Dead Man's Plack and An Old Thorn[18] (J. M. Dent, Londres, Toronto).
- 1921: A Traveller in Little Things.
- 1922: Una cierva en el parque de Richmond.
- 1922: Hind in Richmond Park[19] (J.M. Dent & sons, Ltd., Londres & Toronto).
- 1922-1923: The Collected Works (24 vols.).
- 1923: Rare Vanishing & Lost British Birds.
- 1923: 153 Letters from W. H. Hudson. Ed. Edward Garnett.
- 1923: Ralph Herne.
- 1925: Men, Books and Birds.
- 1925: The Disappointed Squirrel extracto de The Book of a Naturalist.
- 1926: Fan-The Story of a Young Girl's Life.
- 1929: Mary's Little Lamb (El pequeño cordero de Mary).
- 1930: South American Romances.
- 1931: Far Away and Long Ago - A History of My Early Life.[20]
- 1941: W. H. Hudson's Letters to R. B. Cunninghame Graham (Golden Cockerel Press).
- 1946: Tales of the Gauchos.
- 1951: Letters on the ornithology of Buenos Ayres.
- 1958: Diary Concerning his Voyage from Buenos Aires to Southampton on the Ebro.
- 1963: Gauchos of the Pampas and Their Horses. Historias con R.B. Cunninghame Graham.
- 1964: English Birds and Green Places: Selected Writings. 1964 ISBN 0-575-07207-5
- 1981: Birds of a feather: unpublished letters of W. H. Hudson. Ed. D. Shrubsall.

## Versiones fílmicas
Su obra Allá lejos y hace tiempo fue llevada dos veces a la pantalla. La primera versión, dirigida por Ricardo Becher fue filmada en 1969 pero no se completó porque la edición y el doblaje que estaban a cargo de los coproductores estadounidenses no fueron realizados.
La segunda versión fue dirigida por Manuel Antin y se estrenó el 25 de mayo de 1978.
Mansiones verdes fue una película basada en la novela homónima, estrenada en 1959, dirigida por Mel Ferrer, actuada por Audrey Hepburn, en el papel de Rima y Anthony Perkins en el papel de Abel. La banda sonora era originalmente de Heitor Villa-Lobos, pero luego compuesta por Bronislau Kaper. Probablemente la película más extraña de la filmografía de Audrey Hepburn, quien se hallaba en la cima de su carrera. Una serie de malas decisiones, un guión deficiente o malas actuaciones según la crítica, desencadenaron en un fracaso de taquilla; aunque la película no está exenta de algunas virtudes.